# Poynette
Poynette ist eine Gemeinde (mit dem Status „Village“) im Columbia County im US-amerikanischen Bundesstaat Wisconsin. Im Jahr 2010 hatte Poynette 2528 Einwohner.
Poynette ist Bestandteil der Metropolregion Madison.

## Geographie
Poynette liegt im südlichen Zentrum Wisconsins, rund 10 km östlich des Lake Wisconsin, einem Stausee des Wisconsin River. Dieser mündet bei Prairie du Chien in den die Grenze zu Minnesota bildenden Mississippi (180 km westlich). Die geographischen Koordinaten von Poynette sind 43°23′25″ nördlicher Breite und 89°24′10″ westlicher Länge. Der Ort erstreckt sich über eine Fläche von 6,68 km² und ist fast vollständig von der Town of Dekorra umgeben, ohne dieser anzugehören. Im Süden grenzt die Town of Arlington an den Ort.
Benachbarte Orte von Poynette sind Wyocena (17,7 km nordöstlich), Rio (19 km ostnordöstlich), Arlington (7,5 km südsüdöstlich), Lodi (15,9 km südwestlich), Lake Wisconsin (22,5 km westlich) und Dekorra (12,7 km nordnordwestlich).
Die nächstgelegenen größeren Städte sind Green Bay am Michigansee (204 km nordöstlich), Wisconsins größte Stadt Milwaukee (154 km ostsüdöstlich), Chicago in Illinois (270 km südöstlich), Rockford in Illinois (149 km südlich), Wisconsins Hauptstadt Madison (44 km in der gleichen Richtung), La Crosse (194 km westnordwestlich) und Eau Claire (251 km nordwestlich).

## Verkehr
Der U.S. Highway 51 verläuft in Nord-Süd-Richtung durch den Westen von Poynette. Alle weiteren Straßen sind untergeordnete Landstraßen, teils unbefestigte Fahrwege oder innerörtliche Verbindungsstraßen.
Parallel zum US 51 verläuft für den Frachtverkehr eine Eisenbahnstrecke der Canadian Pacific Railway.
Der nächste Flughafen ist der Dane County Regional Airport in Wisconsins Hauptstadt Madison (36,7 km südlich).

## Bevölkerung
Nach der Volkszählung im Jahr 2010 lebten in Poynette 2528 Menschen in 1046 Haushalten. Die Bevölkerungsdichte betrug 378,4 Einwohner pro Quadratkilometer. In den 1046 Haushalten lebten statistisch je 2,41 Personen.
Ethnisch betrachtet setzte sich die Bevölkerung zusammen aus 96,6 Prozent Weißen, 0,9 Prozent Afroamerikanern, 0,8 Prozent amerikanischen Ureinwohnern, 0,3 Prozent Asiaten sowie 0,1 Prozent aus anderen ethnischen Gruppen; 1,2 Prozent stammten von zwei oder mehr Ethnien ab. Unabhängig von der ethnischen Zugehörigkeit waren 1,6 Prozent der Bevölkerung spanischer oder lateinamerikanischer Abstammung.
26,8 Prozent der Bevölkerung waren unter 18 Jahre alt, 62,4 Prozent waren zwischen 18 und 64 und 10,8 Prozent waren 65 Jahre oder älter. 50,7 Prozent der Bevölkerung war weiblich.
Das mittlere jährliche Einkommen eines Haushalts lag bei 48.514 USD. Das Pro-Kopf-Einkommen betrug 24.295 USD. 7,7 Prozent der Einwohner lebten unterhalb der Armutsgrenze.

## Bekannte Bewohner
- Lisa Schoeneberg (* 1957) – Curlerin[3] – geboren und aufgewachsen in Poynette